# جورج شب
جورج شب (بالفرنسية: Georges Chappe) ولد بتاريخ 5 مارس 1944 في مارسيليا، هو دراج فرنسي سابق في صنف سباق الدراجات على الطريق. سبق أن شارك في دورة الألعاب الأولمبية الصيفية.

## سجل النتائج

### سباقات أو مراحل فاز بها
- طواف فرنسا
- بطولة العالم لسباق الدراجات على الطريق

## وصلات خارجية
- الموقع الرسمي

## روابط خارجية
- جورج شب على موقع أرشيف الدراجات (الإنجليزية)
- جورج شب على موقع إحصائيات الدراجات الإحترافية (الإنجليزية)
- جورج شب على موقع CycleBase (الإنجليزية)
- جورج شب على موقع أوليمبيديا (الإنجليزية)